# Cabinet von Baden
 (juin 2023).
Si vous disposez d'ouvrages ou d'articles de référence ou si vous connaissez des sites web de qualité traitant du thème abordé ici, merci de compléter l'article en donnant les références utiles à sa vérifiabilité et en les liant à la section « Notes et références ».
Cabinet von Hertling Conseil des commissaires du peuple

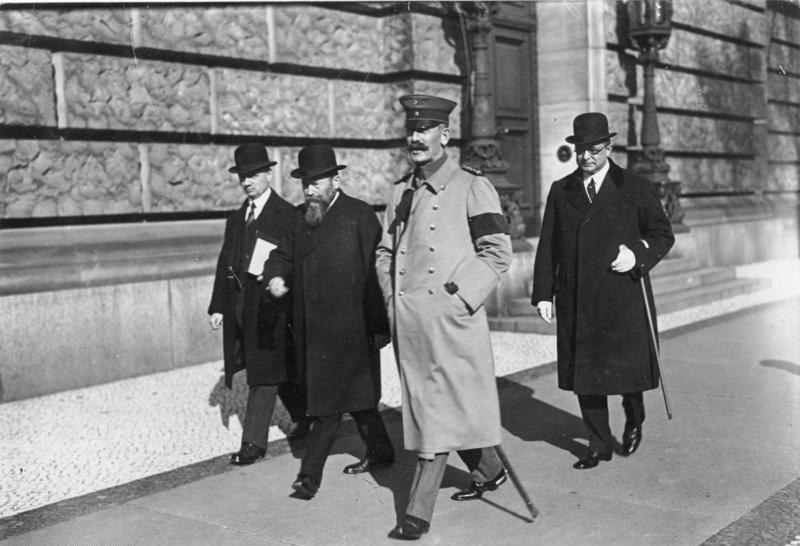
Le nouveau chancelier, avec son attaché de presse E. Deutelmoser et son chef de cabinet W. von Radowitz (octobre 1918).

Le cabinet von Baden, du nom du chancelier allemand Maximilien de Bade, est en fonction du 4 octobre 1918 au 9 novembre 1918. C'est un cabinet de crise de l'Empire allemand, formé sur proposition de l'OHL pour tenter de convaincre le président Wilson d'une conversion démocratique pacifiste. Premier gouvernement de l'Empire associant les sociaux-démocrates, signataires en 1889 de la Deuxième Internationale ouvrière, ce nouveau gouvernement ne compte que 7 députés sur 18 membres, mais les principaux partis se sont regroupés au sein d'un comité interfractions.

## Action
Dès le 4 octobre, sous la pression du Commandement suprême de l'armée, le nouveau chancelier Max von Baden transmet la demande d'armistice au président américain Wilson, qui la repousse tant que l'Empereur est encore en place. Le Chancelier ordonne l'arrêt de la guerre sous-marine et obtient le 26 octobre de l'empereur l'éviction de Ludendorff, la totalité du commandement militaire revenant à Hindenburg. Le 28, les réformes de la constitution entrent en vigueur ; mais le prince Max, atteint par la grippe espagnole, semble dépassé par les événements : confronté aux troubles de novembre, il suggère l'abdication de Guillaume II (cantonné à Spa depuis près d'un mois) et confie la direction du pouvoir exécutif à Friedrich Ebert, président du SPD, majoritaire au Reichstag, et cela en infraction ouverte avec la Constitution bismarckienne. Philipp Scheidemann, porte-parole du SPD, proclame le 8 novembre la république en Allemagne (appelée par la suite République de Weimar) et, le lendemain, Max de Bade concède les rênes de l’État à un Conseil des commissaires du peuple formé de députés du MSPD et de l'USPD ; toutefois, les ministres en exercice conservent leur poste.

## Composition du cabinet
- Max von Baden (sans parti) - Chancelier impérial
- Friedrich von Payer (FVP) - Vice-chancelier
- Wilhelm Solf (sans parti - libéral) - Ministre des Affaires étrangères et Ministre des colonies
- Max Wallraf (sans parti - conservateur) - Ministre de l'Intérieur jusqu'au 6 octobre 1918
- Karl Trimborn (Zentrum) - Ministre de l'Intérieur
- Paul von Krause (de) (sans parti - national-libéral) - Ministre de la Justice
- Amiral Edouard von Capelle (sans parti) - Ministre de la Marine jusqu'au 7 octobre 1918
- Amiral Paul Behncke (sans parti) - Ministre de la Marine
- Rudolf Schwander (sans parti) - Ministre de l'Économie jusqu'au 20 novembre 1918
- Hans Karl Freiherr von Stein zu Nord- und Ostheim - Ministre de l'Économie
- Wilhelm von Waldow (sans parti - conservateur) - Ministre de l'Alimentation
- Gustav Bauer (SPD) - Ministre du Travail
- Otto Rüdlin (sans parti) - Ministre des Postes
- comte Siegfried von Roedern (sans parti) - Ministre du Trésor

Ministres sans portefeuille :
- Philipp Scheidemann (SPD)
- Matthias Erzberger (Zentrum)
- Adolf Gröber (Zentrum)
- Conrad Haußmann (FVP) à partir du 14 octobre 1918